# Hal Holbrook
Hal Holbrook, all'anagrafe Harold Rowe Holbrook Jr. (Cleveland, 17 febbraio 1925 – Beverly Hills, 23 gennaio 2021), è stato un attore statunitense.

## Biografia

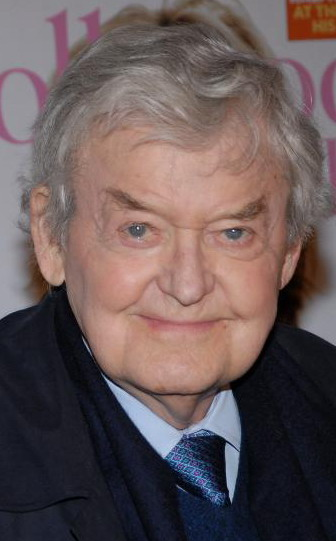
Hal Holbrook ai Breakthrough Awards 2007

Figlio della ballerina Aileen Davenport e di Harold Rowe Holbrook Sr., i suoi genitori lo abbandonarono quando aveva due anni e perciò fu affidato ai nonni paterni. Studiò alla Culver Academies e Denison University (1938-1948), dove ebbe modo di sviluppare la sua idea di show che in seguito sarebbe divenuta il Mark Twain Tonight, la serie televisiva che lo avrebbe fatto conoscere al grande pubblico. Servì il proprio paese sotto le armi nella seconda guerra mondiale.
La sua carriera di attore iniziò nel 1950 a Broadway con il monologo di sua creazione su Mark Twain, grazie al quale iniziò a ottenere i primi riconoscimenti. Nel 1966 vinse un Tony Award e nel 1967 il Mark Twain Tonight, trasmesso dalla CBS, regalò a Holbrook una fama maggiore e gli valse un Emmy Award.
Oltre a queste produzioni, partecipò a diversi programmi, spaziando dalle soap-opera alle miniserie televisive, ai film per la televisione (tra i quali si ricorda il personaggio di Bill McKenzie nella serie Perry Mason Mistery) ai film di grande successo come Tutti gli uomini del presidente (1976), Wall Street (1987), Il socio (1993) e Men of Honor - L'onore degli uomini (2000).
Nel 2008 è stato candidato all'Oscar al miglior attore non protagonista per la sua interpretazione in Into the Wild - Nelle terre selvagge (2007). È morto il 23 gennaio 2021 nella sua casa di Beverly Hills, ma il decesso è stato annunciato il 2 febbraio successivo.

## Vita privata
Si sposò tre volte: dal 1945 al 1965 con l'attrice Ruby Elaine Johnston, da cui ebbe due figli, Victoria e David; dal 1966 al 1983 con l'attrice Carol Eve Rossen, da cui ebbe una figlia, Eve. Entrambe le unioni si conclusero con il divorzio. Il terzo matrimonio con Dixie Carter durò dal 1984 fino alla morte di lei nel 2010, per un cancro.

## Filmografia parziale

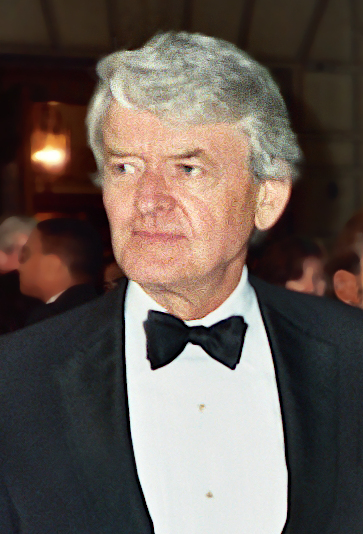
Hal Holbrook ai Premi Emmy 1989

### Cinema
- Il gruppo (The Group), regia di Sidney Lumet (1966)
- Quattordici o guerra (Wild in the Streets), regia di Barry Shear (1968)
- L'uomo della porta accanto (The People Next Door), regia di David Greene (1970)
- Per salire più in basso (The Great White Hope), regia di Martin Ritt (1970)
- Chi ha ucciso Jenny? (They Only Kill Their Masters), regia di James Goldstone (1972)
- The Girl from Petrovka, regia di Robert Ellis Miller (1974)
- Una 44 Magnum per l'ispettore Callaghan (Magnum Force), regia di Ted Post (1973)
- Tutti gli uomini del presidente (All The President Men), regia di Alan J. Pakula (1976)
- La battaglia di Midway (Midway), regia di Jack Smight (1976)
- Rituals, il trekking della morte (Rituals), regia di Peter Carter (1977)
- Giulia (Julia), regia di Fred Zinnemann (1977)
- Capricorn One, regia di Peter Hyams (1978)
- Fog (The Fog), regia di John Carpenter (1980)
- Creepshow, regia di George A. Romero (1982)
- Condannato a morte per mancanza di indizi (The Star Chamber), regia di Peter Hyams (1983)
- Wall Street, regia di Oliver Stone (1987)
- Fletch - Cronista d'assalto (Fletch Lives), regia di Michael Ritchie (1989)
- Il socio (The Firm), regia di Sydney Pollack (1993)
- Giorni di passione (Carried Away), regia di Bruno Barreto (1996)
- Obsession (Hush), regia di Jonathan Darby (1998)
- Rusty, cagnolino coraggioso (Rusty: A Dog's Tale o Rusty), regia di Shuki Levy (1998)
- Partita col destino (The Florentine), regia di Nick Stagliano (1999)
- Lo scapolo d'oro (The Bachelor), regia di Gary Sinyor (1999)
- Men of Honor - L'onore degli uomini (Men of Honor), regia di George Tillman Jr. (2000)
- The Majestic, regia di Frank Darabont (2001)
- L'avvocato di strada (The Fog), regia di Paris Barclay (2003)
- Shade - Carta vincente (Shade), regia di Damian Nieman (2003)
- Into the Wild - Nelle terre selvagge (Into the Wild), regia di Sean Penn (2007)
- Killshot, regia di John Madden (2009) – non accreditato
- Good Day for It, regia di Nick Stagliano (2011)
- Come l'acqua per gli elefanti (Water for Elephants), regia di Francis Lawrence (2011)
- Lincoln, regia di Steven Spielberg (2012)
- Promised Land, regia di Gus Van Sant (2012)
- Savannah, regia di Annette Haywood-Carter (2013)
- Go with Me - Sul sentiero della vendetta (Blackway), regia di Daniel Alfredson (2015)

### Televisione
- The Brighter Day – serie TV (1954)
- Reporter alla ribalta (The Name of the Game) – serie TV, 1 episodio (1969)
- The Bold Ones: The Senator – miniserie TV (1970-1971)
- Abramo Lincoln – miniserie TV (1974)
- George Washington – miniserie TV (1984)
- Celebrity – miniserie TV (1984)
- Nord e Sud (North and South) – miniserie TV (1985)
- Quattro donne in carriera (Designing Women) – serie TV (1986)
- Nord e Sud II (North and South, Book II) – miniserie TV (1986)
- Mamma Lucia (Mario Puzo's: The Fortunate Pilgrim), regia di Stuart Cooper – miniserie TV (1988)
- Evening Shade – serie TV (1990)
- Perry Mason: Serata con il morto (A Perry Mason Mystery: The Case of the Lethal Lifestyle), regia di Helaine Head – film TV (1994)
- Perry Mason: Dietro la facciata (A Perry Mason Mystery: The Case of the Grimacing Governor), regia di Max Tash – film TV (1994)
- Perry Mason: Il caso Jokester (A Perry Mason Mystery: The Case of the Jealous Jokester), regia di Vincent McEveety – film TV (1995)
- Haven - Il rifugio (Haven), regia di John Gray – film TV (2001)
- West Wing - Tutti gli uomini del Presidente (The West Wing) – serie TV, episodi 3x06-4x06 (2001-2002)
- Becker – serie TV, episodio 4x05 (2002)
- I Soprano (The Sopranos) – serie TV, episodio 6x04 (2006)
- NCIS - Unità anticrimine (NCIS) – serie TV, episodio 4x02 (2006)
- E.R. - Medici in prima linea (ER) – serie TV, 2 episodi (2008)
- Sons of Anarchy – serie TV, 5 episodi (2010-2014)
- The Event – serie TV, 9 episodi (2010-2011)
- Rectify – serie TV, 1 episodio (2013)
- Grey's Anatomy – serie TV, 1 episodio 13x17 (2017)
- Bones – serie TV, 1 episodio 12x03 (2017)
- Hawaii Five-0 – serie TV, episodio 7x22 (2017)

### Doppiatore
- Cats Don't Dance, regia di Mark Dindal (1997)
- Hercules (1997)
- Savannah, regia di Annette Haywood-Carter (2013)
- Planes 2 - Missione antincendio (2014)

## Riconoscimenti
- Premio Oscar
  - 2008 – Candidatura al miglior attore non protagonista per Into the Wild - Nelle terre selvagge

- Tony Award
  - 1966 – per Mark Twain Tonight

- Premio Emmy
  - 1971 – Miglior attore protagonista in una seria drammatica per The Bold Ones: The Senator
  - 1974 per Pueblo, Miglior Attore Drammatico di miniserie;
  - 1974 per Pueblo, Attore dell'Anno;
  - 1976 per Abramo Lincoln, Miglior Attore Drammatico di miniserie

## Doppiatori italiani
Nelle versioni in italiano delle opere in cui ha recitato, Hal Holbrook è stato doppiato da:
- Dante Biagioni in Giorni di passione, Sons of Anarchy (ep. 3x01-3x04), Come l'acqua per gli elefanti, Lincoln, Rectify
- Luciano De Ambrosis in Una 44 Magnum per l'ispettore Callaghan, The Event, Promised Land
- Giorgio Piazza in Tutti gli uomini del presidente, Capricorn One, Mamma Lucia
- Michele Kalamera in Operazione Delta Force, Beauty, I Soprano
- Carlo Reali in Bones, Grey's Anatomy, Hawaii Five-0
- Marcello Tusco in Condannato a morte per mancanza di indizi, Perry Mason: Serata con il morto, Perry Mason: Dietro la facciata
- Giorgio Lopez in Lo scapolo d'oro, Shade - Carta vincente
- Gianni Bonagura in La battaglia di Midway, West Wing - Tutti gli uomini del Presidente (ep. 3x06)
- Pietro Biondi in Judas Kiss, The Majestic
- Rino Bolognesi in Assassinio per cause naturali
- Luciano Melani in Giulia
- Gianfranco Bellini in Per salire più in basso
- Elio Zamuto in Fog
- Walter Maestosi in Creepshow
- Mario Feliciani in Wall Street
- Sergio Rossi in Fletch - Cronista d'assalto
- Dario Penne ne Il socio
- Vittorio Di Prima in Perry Mason: Il caso Jokester
- Sergio Matteucci in Obsession
- Alarico Salaroli in Rusty, cagnolino coraggioso
- Mario Scarabelli in Becker
- Emilio Cappuccio in West Wing - Tutti gli uomini del Presidente (ep. 4x06)
- Antonio Colonnello in Haven - Il rifugio
- Renato Cortesi in NCIS - Unità anticrimine
- Bruno Alessandro in Into the Wild - Nelle terre selvagge
- Manlio De Angelis in Killshot
- Valerio Ruggeri in E.R. - Medici in prima linea
- Gil Baroni in Sons of Anarchy (ep. 7x12)
- Dario De Grassi in False testimonianze
- Sergio Graziani in L'omicidio corre sul filo
- Germano Longo in Good Day for it
- Antonio Paiola in Go with Me - Sul sentiero della vendetta

Da doppiatore è sostituito da:
- Goffredo Matassi in Hercules
- Augusto Di Bono in La leggenda di Santa Claus
- Dante Biagioni in Planes 2 - Missione antincendio